# 克拉里翁 (伊利諾伊州)
克拉里昂（英語：Clarion）是位於美國伊利諾伊州比羅縣的一個非建制地區。該地的面積和人口皆未知。

## 地理
克拉里昂的座標為41°30′18″N 89°11′31″W / 41.50500°N 89.19194°W，而該地的平均海拔高度為225米（即738英尺）。